# Hautvillers
Hautvillers é uma comuna francesa na região administrativa do Grande Leste, no departamento de Marne. Estende-se por uma área de 11.77 km², e possui 687 habitantes, segundo o censo de 2018, com uma densidade de 58 hab/km².